# Heteropoda rufognatha
Heteropoda rufognatha este o specie de păianjeni din genul Heteropoda, familia Sparassidae, descrisă de Strand, 1907. Conform Catalogue of Life specia Heteropoda rufognatha nu are subspecii cunoscute.